# Draguignan
Draguignan là một xã thuộc tỉnh Var trong vùng Provence-Alpes-Côte d'Azur, Pháp. Xã này có diện tích 53,7 km², dân số năm 2006 là 37.088 người. Xã này nằm ở khu vực có độ cao trung bình 181 mét trên mực nước biển. Danh xưng dân địa phương trong tiếng Pháp là Dracénois.